# Antonio Magliabechi

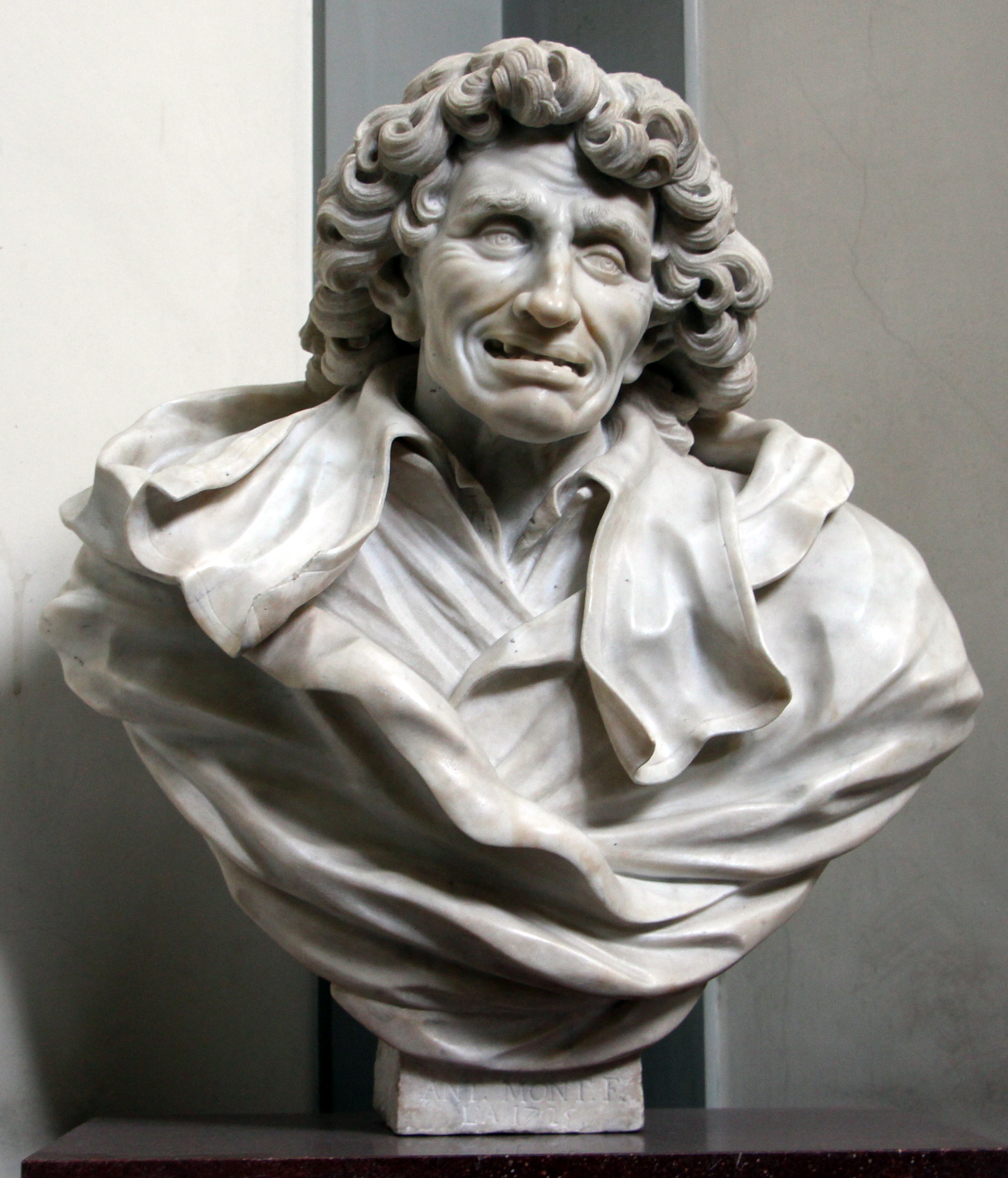
Antonio Magliabechi, byst i Biblioteca Nazionale Centrale di Firenze

Antonio Magliabechi, född 20 oktober 1633 i Florens, död 4 juli 1714 i Florens, var en italiensk bibliotekarie.
Magliabechi var till sitt 40:e år guldsmed, men förvärvade sig på egen hand vidsträckt vetande och utnämndes 1673 till bibliotekarie hos storhertigen Cosimo III av Toscana. Han utgav flera katalogverk och gamla arbeten samt brevväxlade med sin tids förnämsta lärde (en stor del av hans brev utgavs 1745, i fem band). Det av honom samlade magliabechiska biblioteket, som innehåller dyrbara handskrifter och äldre verk, testamenterade han till storhertigen, vilken skänkte det till staden Florens.
Sina sista år tillbringade Magliabechi i dominikanerklostret vid Santa Maria Novella.